# 容科-杜塞里多
容科-杜塞里多是巴西帕拉伊巴州的一个市镇。总面积170.415平方公里，总人口6116人，人口密度35.9人/平方公里。